# Litouws
Het Litouws (lietuvių kalba) is een van de meest archaïsche van de levende Indo-Europese talen. Samen met het Lets behoort het tot de familie van de Baltische talen. Het is de officiële taal van Litouwen en heeft ongeveer 3,5 miljoen sprekers.

## Geschiedenis
Er is literaire overlevering sinds de 16e eeuw. De eerste tekst is een vertaling van de catechismus van Luther. Later is er een rijke literatuur ontstaan. Het Litouws werd ook gesproken in grote delen van Oost-Pruisen, waar de taal in de 19e eeuw, dankzij een tolerante houding ten opzichte van minderheden, kon overleven toen die in het door Rusland beheerste Litouwen zelf verboden was. Boeken in de Litouwse taal werden vanuit Pruisen naar Litouwen gesmokkeld. Een belangrijke Pruisisch-Litouwse schrijver was dominee Kristijonas Donelaitis (1714-1780).

## Grammatica en woordenschat
Het Litouws is van groot belang voor met name de historische linguïstiek vanwege zijn conservatieve karakter, in die zin dat het moderne Litouws nog zeer veel verbuigingen kent, net als de hypothetische stamtaal van de Indo-Europese talen, het Proto-Indo-Europees. De overeenkomsten in woordenschat met Germaanse talen als het Nederlands blijkt duidelijk uit woorden als durys (deur), akys (ogen) en naktis (nacht).
Het Litouws kent enkele aanvullende letters: ą, č, ę, ė, į, š, ų, ū en ž.
Zelfstandige en bijvoeglijke naamwoorden worden verbogen volgens zeven naamvallen: nominatief, genitief, datief, accusatief, vocatief, locatief en instrumentalis. De taal kent een enkelvoud en een meervoud.
Het werkwoord in het Litouws kan worden vervoegd volgens drie conjugaties. Zoals veel Indo-Europese talen is het Litouws een pro-droptaal: het persoonlijk voornaamwoord wordt als onderwerp normaal gesproken weggelaten.